# Bulbine frutescens
Bulbine frutescens és una espècie de planta herbàcia de la família de les asfodelàcies.

## Descripció
Bulbine frutescens és una planta de ràpid creixement, ramificada, amb fulles suculentes, perennes, de color gris verdós i lineals. Es forma la difusió de grups de tiges sovint amb arrels adventícies. Les petites flors amb forma d'estrelles amb sis pètals es troben en posició vertical, i floreixen en raïms durant la primavera (o de tant en tant en altres ocasions). Els pètals són de color groc o ataronjat, que combina amb els atractius i tous estams de color groc per a proporcionar un aspecte bicolor. El fruit és una petita càpsula arrodonida de color negre que conté les llavors que són dispersades pel vent.
Es pot propagar fàcilment mitjançant esqueixos de la tija. Els esqueixos es poden plantar immediatament i mantenir-los en una zona obaga. No necessiten cap atenció ni tractament especials i formen arrels fortes en un parell de mesos.

## Distribució i hàbitat
Bulbine frutescens s'estén per Sud-àfrica al nord del Cap, Cap Occidental i Cap Oriental. Tot i això, arriba al seu màxim d'expansió a les suculentes i riques valls seques del Cap Oriental.

## Taxonomia
Bulbine frutescens va ser descrita per (L.) Willd., i publicat a Enumeratio Plantarum Horti Regii Botanici Berolinensis: continens descriptiones omnium vegetabilium in horto dicto cultorum / D. Car. Lud. Willdenow. Berolini 1: 372, a l'any 1809.
Etimologia
Bulbine: prové de la paraula llatina Bulbus, significant una ceba amb bulb. Però aquest nom és enganyós, ja que aquestes plantes no tenen una base bulbosa.
que rep el nom del tubercle en forma de bulb de moltes espècies.
frutescens: epítet llatí que vol dir "arbustiu".
Sinonímia
- Phalangium rostratum (Jacq.) Kuntze
- Phalangium frutescens (L.) Kuntze
- Bulbine incurva (Thunb.) Spreng.
- Bulbine frutescens var. incurva
- Bulbine caulescens L.
- Bulbine rostrata (Jacq.) Willd.
- Bulbine frutescens var. rostrata
- Anthericum incurvum Thunb.
- Anthericum frutescens L.
- Anthericum rostratum Jacq.
- Anthericum fruticosum Salisb.
- Anthericum multiceps Poelln.[4]

## Galeria

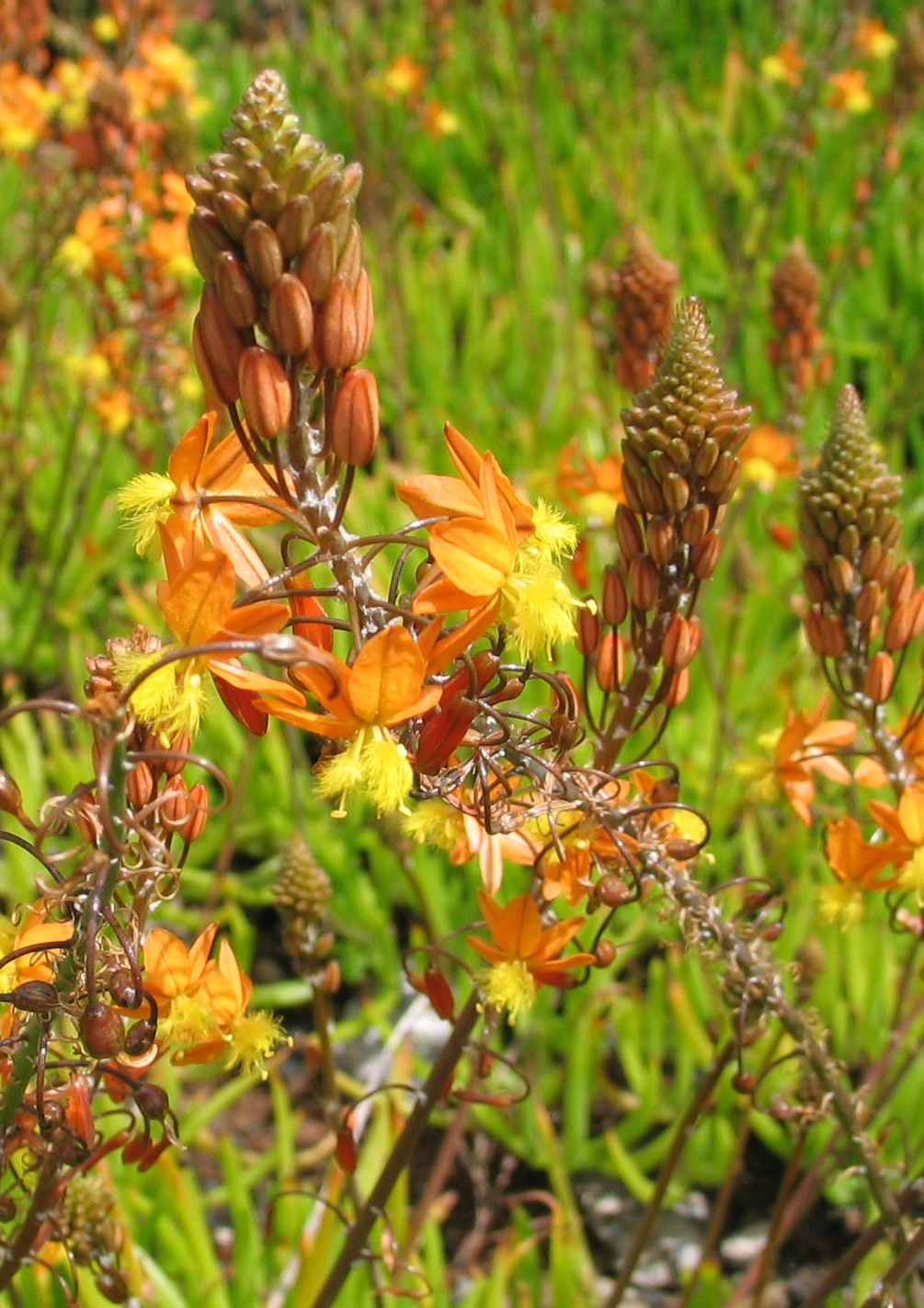
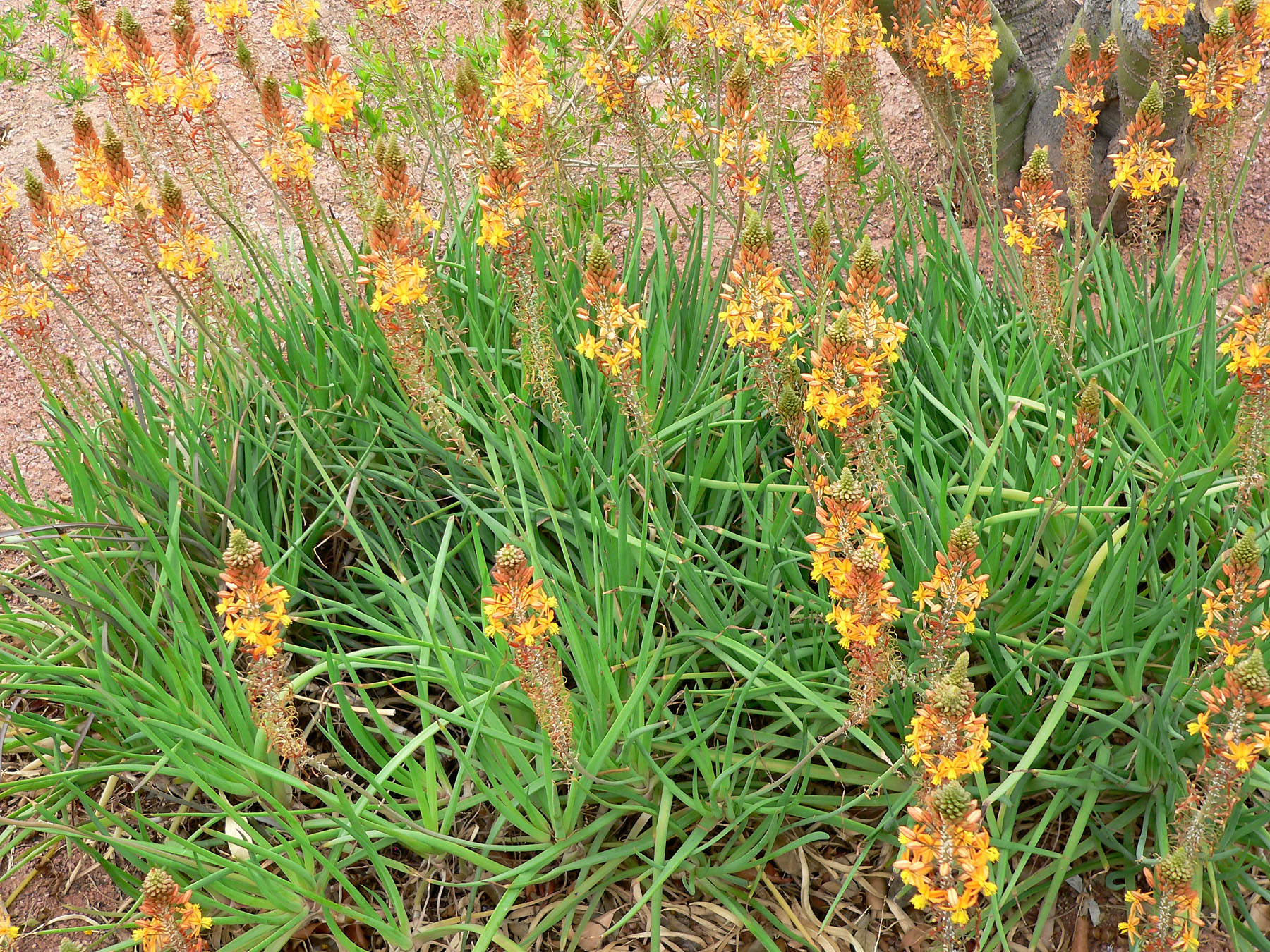
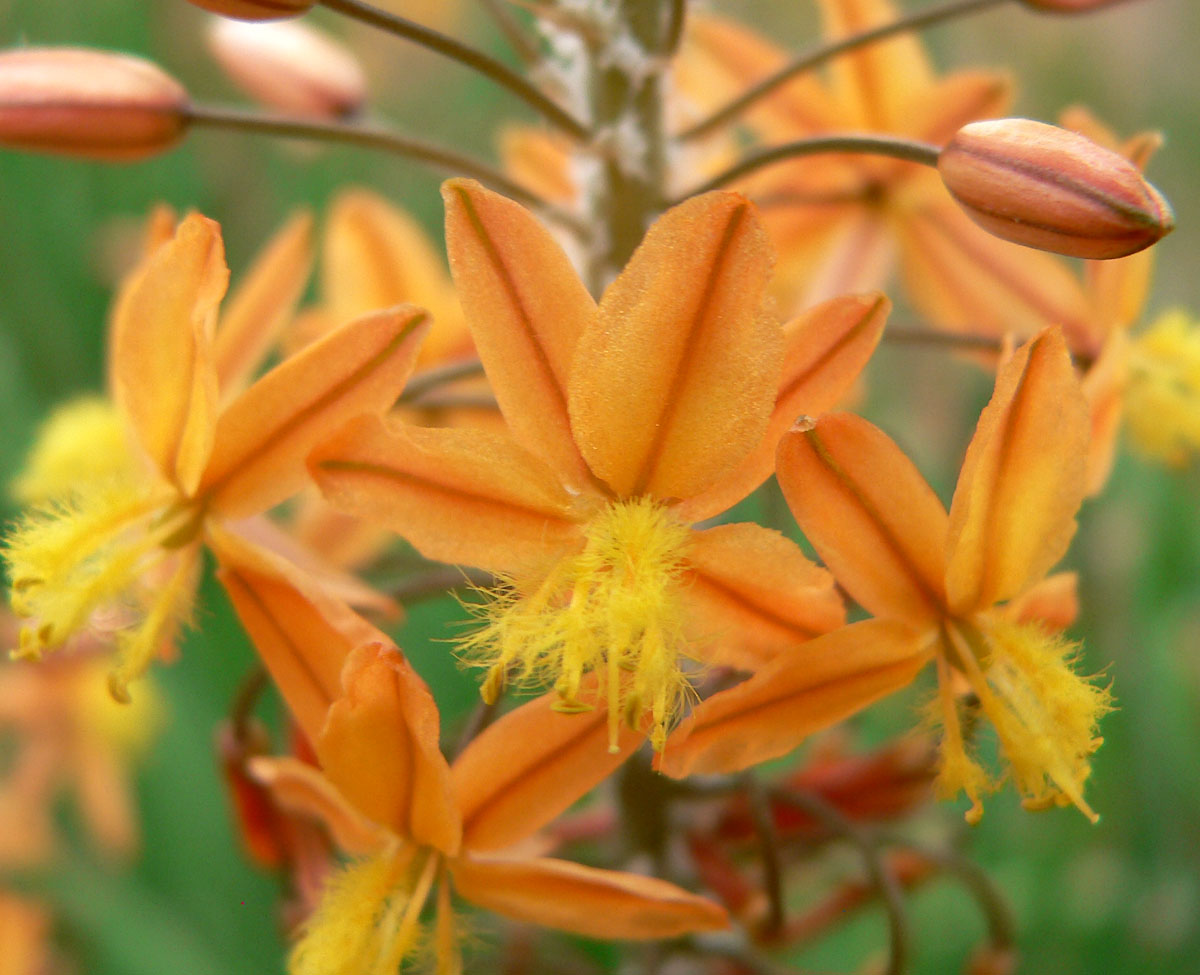
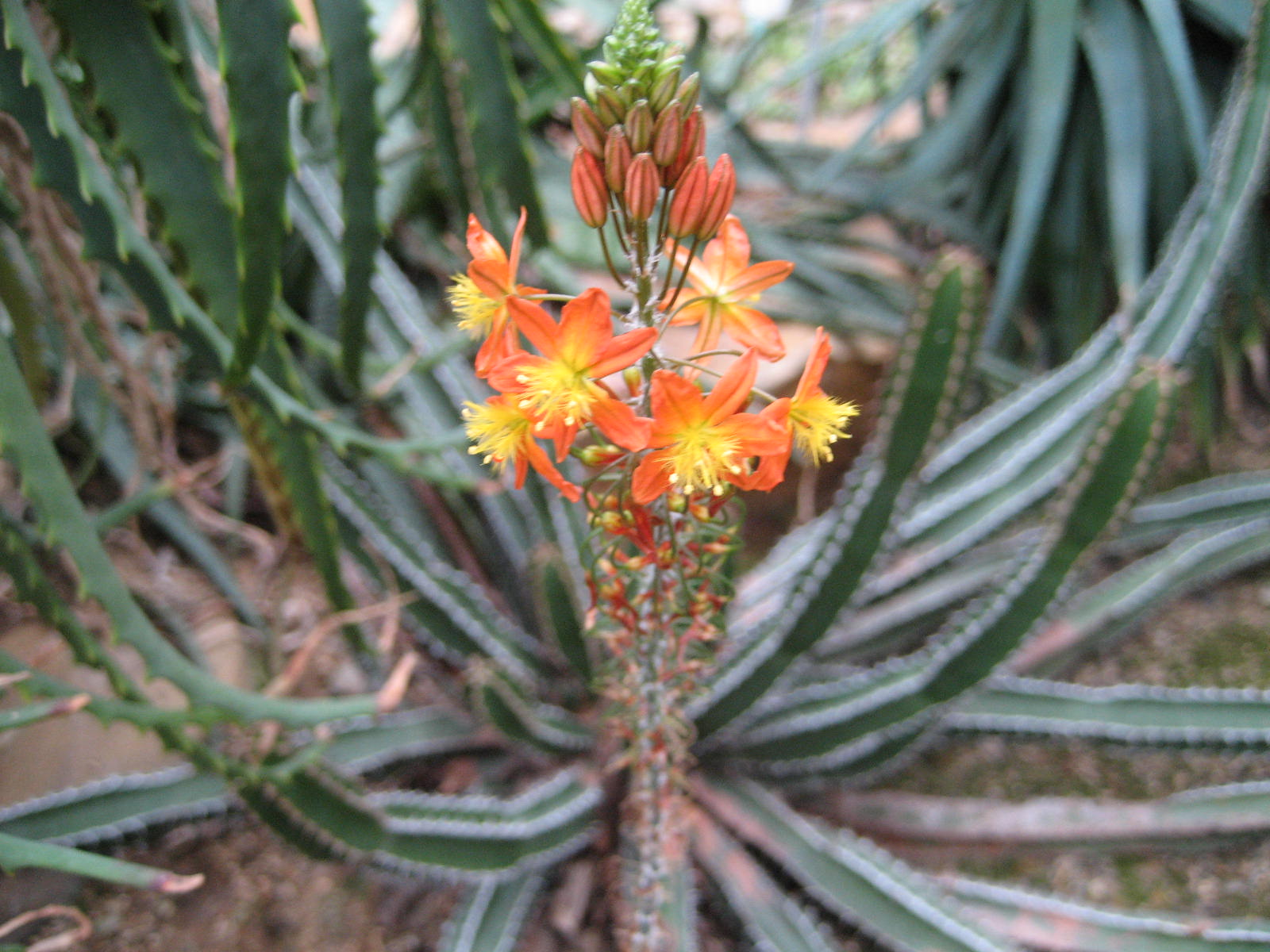